# Kootchypop
Kootchypop é o EP de estreia da banda estadunidense de rock Hootie & the Blowfish, lançado em 1992. Algumas faixas do EP foram incluídas no álbum de estréia da banda, Cracked Rear View.

## Faixas
| N.º | Título                                  | Duração |  |
| 1.  | "Old Man and Me (When I Get to Heaven)" | 4:26    |  |
| 2.  | "Hold My Hand"                          | 5:05    |  |
| 3.  | "If You're Going My Way"                | 3:26    |  |
| 4.  | "Sorry's Not Enough"                    | 4:03    |  |
| 5.  | "Only Wanna Be With You"                | 3:37    |  |
| 6.  | "Hold My Hand (reprise)"                | 3:59    |  |